# 拉埃斯皮加迪利亞 (洛斯桑托斯區)
拉埃斯皮加迪利亞（西班牙語：La Espigadilla），是巴拿馬的城鎮，位於該國中南部，由洛斯桑托斯省的洛斯桑托斯區負責管轄，面積28.1平方公里，海拔高度154米，2010年人口1,675，人口密度每平方公里59.6人。